# Nocticolidae
Nocticolidae (лат.) — семейство насекомых из отряда таракановых. Более 30 видов, обитающих в Азии, Африке и Австралии. В ископаемом состоянии известны из бирманского янтаря. Мелкие тараканы (обычно менее 5 мм в длину), беловатые или палево-жёлтые. Самки бескрылые. Живут в пещерах или в гнёздах термитов. У пещерных видов глаза отсутствуют или редуцированные, а ноги очень длинные.

## Систематика
9 родов, более 30 видов.
- Alluaudellina Chopard, 1932
  - Alluaudellina cavernicola (Shelford, 1910) — Ангола, Кения, Танзания
  - Alluaudellina himalayensis (Gravely, 1910) — Индия
- Cardacopsis  Karny, 1924
  - Cardacopsis shelfordi  Karny, 1924 — Индонезия (Ява)
- Cardacus  Strand, 1928
  - Cardacus willeyi  (Shelford, 1908) — Шри-Ланка
- Metanocticola  Roth, 1999
  - Metanocticola christmasensis  Roth, 1999 — Австралия (Christmas Island)
- Nocticola  Bolívar, 1892 — 20 видов
  - Nocticola adebratti  Roth, 1994
  - Nocticola australiensis  Roth, 1988
  - Nocticola babindaensis  Roth, 1988
  - Nocticola bolivari  Chopard, 1950
  - Nocticola brooksi  Roth, 1995
  - Nocticola caeca  Bolívar, 1892
  - Nocticola clavata  Andersen & Kjaerandsen, 1995
  - Nocticola decaryi  Chopard, 1946
  - Nocticola flabella  Roth, 1991
  - Nocticola gerlachi  Roth, 2003
  - Nocticola jodarlingtonae  Roth, 2003
  - Nocticola leleupi  Chopard, 1966
  - Nocticola termitophila  Silvestri, 1946 — Вьетнам
- Pholeosilpha  Chopard, 1958
  - Pholeosilpha cavicola  Chopard, 1958 — Заир
- Spelaeoblatta  Bolívar, 1897 — 4 вида
  - Spelaeoblatta gestroi  Bolívar, 1897 — Бирма
  - Spelaeoblatta myugei  Vidlicka, Vrsansky & Shcherbakov, 2003 — Таиланд
  - Spelaeoblatta thailandica  Vidlicka, Vrsansky & Shcherbakov, 2003 — Таиланд
  - Spelaeoblatta thamfaranga  Roth, 1994 — Таиланд
- Typhloblatta  Chopard, 1924 — Таиланд
  - Typhloblatta caeca  (Chopard, 1921) — Индия
- Typhloblattodes  Chopard, 1946
  - Typhloblattodes madecassus  Chopard, 1946 — Мадагаскар